# 普萊夫納鎮區 (堪薩斯州里諾縣)
普萊夫納鎮區（英語：Plevna Township）是位於美國堪薩斯州里諾縣的一個行政鎮區。

## 地方資料
普萊夫納鎮區的面積為93.87平方千米，當中陸地面積為93.83平方千米，而水域面積為0.04平方千米。根據2010年美國人口普查的數據，當地共有人口246人，而人口密度為每平方千米2.62人。

## 外部連結
- US-Counties.com
- City-Data.com （页面存档备份，存于）